# Can Ribot (Vilassar de Dalt)
Can Ribot és una fàbrica de Vilassar de Dalt (Maresme) protegida com a bé cultural d'interès local.

## Descripció
Construcció industrial, molt ben conservada, formada per una gran nau amb planta baixa i pis, amb coberta de teula amb dos vessants d'aigües cap als murs longitudinals de càrrega. Els murs, arrebossats i pinats de blanc, contenen nombrosos finestrals amb arcs escarsers.
El maó vist s'empra per a rematar els cims de les façanes, algunes de les parets que tanquen un gran pati central -adossats a la nau principal hi ha petits cossos de planta baixa que acaben de tancar el pati central, un dels quals està rematat amb una balustrada de terrissa-, i els pilars de la porta d'entrada.
Al cim d'una façana acabada en forma de frontó, hi ha una inscripció sobre rajola vidriada amb colors que diu: "El treball allunya l'avorriment, el vici i la misèria".
A sota hi ha una politja de ferro amb la inicial "R" de Ribot.

## Història
Fàbrica tèxtil que consta, per primera vegada des de 1903, amb 12 telers manuals. Un d'aquest telers es conserva al Museu de Vilassar. La fàbrica tancà vers 1970. Actualment s'hi realitza estampació tèxtil.